# 黎美言
黎美言（英語：Winkie Lai Mei-yin，1987年10月18日—），原名黎嘉穎，廣東中山人，於澳門出生。香港女歌手及演員，前女子跳唱組合HotCha成員，澳門演藝人協會名譽會長。

## 簡歷

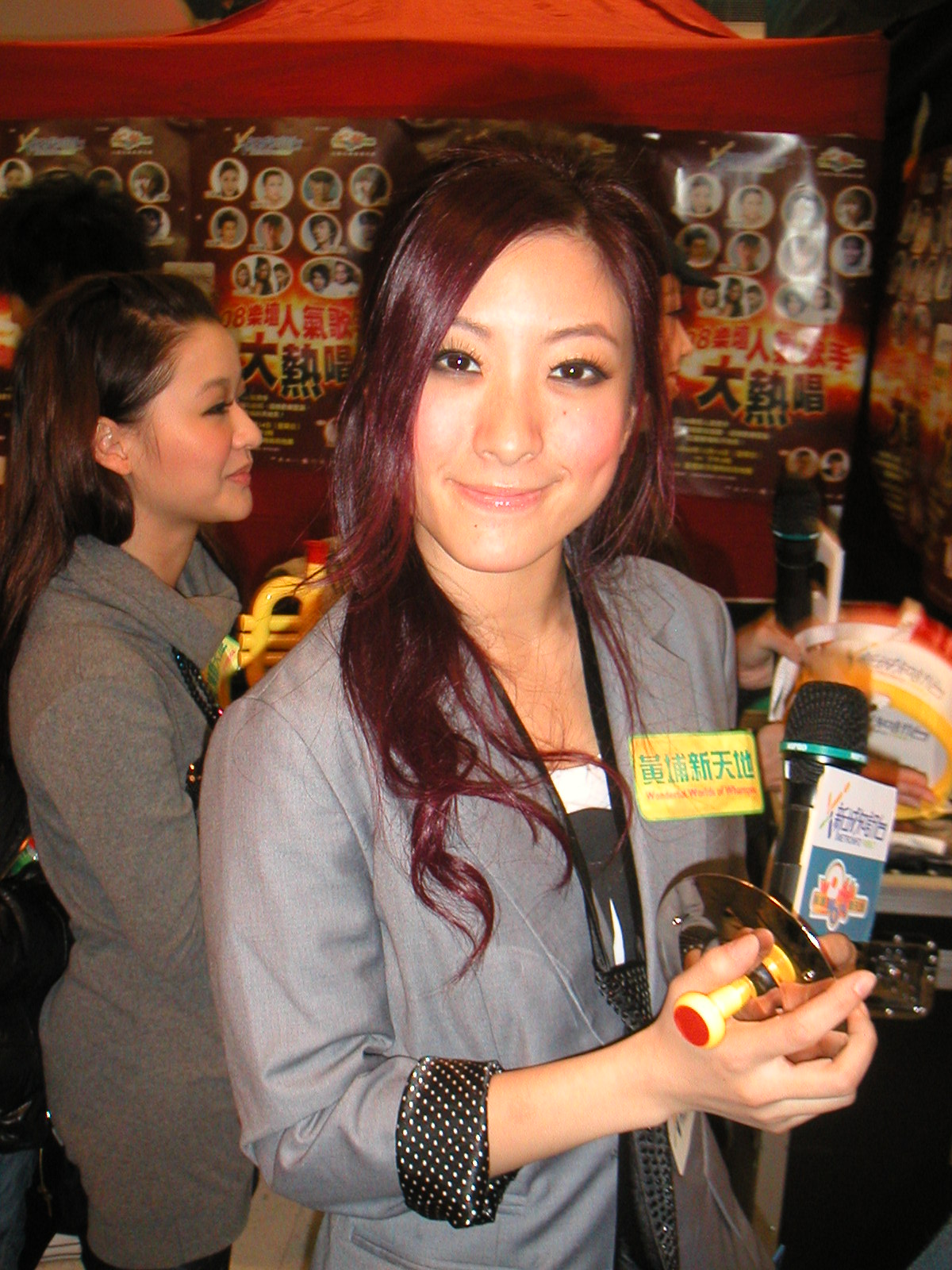
黃埔新天地時尚坊地庫《2008樂壇人氣歌手大熱唱》活動

黎美言於澳門出生，及後隨家人移居香港，先後畢業於嘉諾撒聖方濟各學校、嘉諾撒聖方濟各書院，及香港城市大學專上學院雙語傳意系（英文及法文）二年級肄業。 黎美言曾於13至18歲時參加女童軍，後因參加2006年度動漫節舞蹈大賽「The One Dance Competition」而被Neway Star公司發掘，與張惠雅（Regen）及張紋嘉（Crystal）一同於2007年4月4日以女子音樂組合HotCha名義出道。 於正式出道前，三人曾到培養過不少日本巨星的著名演藝訓練學校愛貝克思集團Avex接受訓練，2010年，又曾到訪韓國拍攝女團音樂特輯並接受訓練。HotCha三位成員各精於不同舞種，而黎美言則擅長女子Hip Hop和Jazz Funk舞蹈。2014年，HotCha解散，黎美言正式開始個人發展。
黎美言為HotCha成員時期，曾獲得之歌唱獎項包括叱咤樂壇新力軍組合金獎、最受歡迎廣告歌曲大獎銅獎、最暢銷本地新人組合、最受歡迎組合獎金獎、全港偶像總選最跳得女Idol 、新城勁爆跳唱組合、加拿大中文電台AM1470在溫哥華主辦的Sunshine Nation（表演嘉賓）。曾往美國、澳洲、馬來西亞等地方登台，並曾出版寫真集、散文集、及旅遊書《Winkie潮遊岡山‧東京》。此外，亦曾舉辦多場大型小型演唱會及音樂會包括YOU ARE MY HotCha Debut Dance LIVE 演唱會、HotCha Are U My Best Friend 十周年回憶慈善演唱會。 曾參與拍攝多個電視節目、參演電影及代言廣告。2018年，分別於電影《嘿，拳頭》及《幻舞繩真》擔綱主演。
2015年，黎美言參加由ViuTV製作的女子MMA真人實境節目《G-1格鬥會》，最終打入準決賽，並因於節目中認真對待比賽之形象而屢屢成為話題人物，成為其事業一大轉捩點。 後黎美言因此節目而對拳擊大感興趣，亦因此而成功轉型，由演藝事業轉而從商，更考獲泰拳教練及健身教練牌照，並於2016年成立拳擊舞蹈學校兼為其開設公司，創辦和推廣泰拳融合舞蹈的新興運動，推廣健康養生文化。
2020年，黎美言成立娛樂公司燃夢者娛樂，以培育年青新一代之舞蹈及演藝人才、傳承演藝教育及運動文化。投身商界後，其舞蹈學校於市場上所獲之獎項包括香港最受歡迎品牌（2017-2019）、香港文化創意產業大獎2019，以及由香港中小型企業聯合會所頒發之香港星級品牌2019創業新星獎 等。

## 家庭
黎美言有一胞弟黎嘉駿（Harry），畢業於香港大學專業進修學院人力資源管理學系，為舞台劇演員，兼任自由身演員、導演及填詞人等職。2020年10月16日早上11時許，黎嘉駿墮樓身亡，終年28歲。
胞弟離世後，黎美言與離家多年的父親重聚，父親早年因拋妻棄子而離開家庭，不過當她看到父親因胞弟離世而傷心，亦放下並指因為弟弟而令家庭重組。

## 演出及作品

### 歌曲
- 玉子（2009年，收錄於《Shall We Dance? Shall We Love?》中）
- 門外（2012年，旁白：張紋嘉，收錄於《0103》中）
- 門內（2012年，旁白，與張紋嘉合唱，收錄於《0103》中）
- B.O.Y. (Be On You)（2013年，與MastaMic合唱）
- 我不完美（2014年，包辦曲/詞/監及MV概念創作，featuring Gold Mountain）

以及所有由HotCha主唱之歌曲

### 電視劇

#### 無綫電視
- 森之愛情（第8集 整容藥丸）飾 服裝店店員（2007）
- 尖子攻略 飾 Winkie（2008）
- 五味人生 飾 燒酒妹（2010）
- 愛·回家 (第一輯) 飾 Fanny（2012）

#### 香港電台
- IT行者（第5集 英雄傳說）飾 Miku（2014）

### 電影
- 絕代雙嬌 飾 Farlei（2008）
- 親愛的 飾 Winkie（2008）
- 家有囍事2009 飾 Winkie（特別客串）（2009）
- 愛得起 飾 愛菲Ivy（2009）
- 百星酒店 飾 豹妹（2013）
- 嘿，拳頭 飾 周澤曉（2018）
- 幻舞繩真 飾 麗雯（2018）
- 入鐵籠 飾 Jelly（2019）

### 微電影
- 我的女友叫小薇4 之 瘋狂小清單 飾 Nana（2012）

### 配音電影
- Keroro軍曹大電影3天空大作戰 聲演 Doruru（2008）
- 風雲決 聲演 殘姬（2008）
- Keroro軍曹大電影4翻兜侏儸紀 聲演 夏美（2009）
- 越光寶盒 聲演 劉夫人(3)（2010）

### 綜藝節目

#### 無綫電視
- 耳分高下（2009）
- 鐵甲無敵獎門人（2009）
- 美女廚房（第二輯）第14集（2009）
- 農夫小儀嬉（2009）
- 逐格鬥 第2集（2010）
- 超級遊戲獎門人大爆發（2010）
- 福井初體驗（2011）
- 香港玄案（2011）
- 超級無敵獎門人 終極篇（2013）
- 勁歌金曲（2014）
- 360°（2014）
- Music Cafe 第161集（2014）
- 快樂聯盟 第3集（2014）
- 姊妹淘 第244集（2014）
- 兄弟幫 第1142、1143集（2014）
- 千奇百趣玩HIGH D 第13集（2014）
- 姊妹淘（2019）
- Tiger's Talk（2020）

#### ViuTV
- G-1格鬥會（2016）

#### 亞洲電視數碼媒體
- A1娛頭（2018）

### 舞台劇
- 我愛澳門（2011）
- 時光之光（2011）

### 著作
- Hot's Walk @Malaysia（HotCha）（2007）
- On The Move（HotCha）（2008）
- 3X39°C（HotCha）（2009）
- 三覺（HotCha）（2010）
- Winkie潮遊岡山‧東京（個人）（2012）
- 如愿 - 王菲 国粤双语版 （电影《我和我的父辈》主题曲）Acoustic cover 吉他弹唱 Ayen何璟昕（粤语填词）（2022）[21]

## 派台歌曲成績
註：組合名義的派台歌，請參閱HotCha之頁面。
| 派台歌曲成績                    | 派台歌曲成績       | 派台歌曲成績 | 派台歌曲成績 | 派台歌曲成績 | 派台歌曲成績 | 派台歌曲成績            |
| ------------------------------- | ------------------ | ------------ | ------------ | ------------ | ------------ | ----------------------- |
| 唱片                            | 歌曲               | 903          | RTHK         | 997          | TVB          | 備註                    |
| 2013年                          |                    |              |              |              |              |                         |
| 獨家試唱                        | B.O.Y. (Be On You) | -            | -            | -            | 4            | 與MastaMic合唱          |
| 2014年                          |                    |              |              |              |              |                         |
| New Chapter Ultimate Collection | 我不完美           | -            | -            | 4            | 9            | Featuring Gold Mountain |

| 各台冠軍歌總數 | 各台冠軍歌總數 | 各台冠軍歌總數 | 各台冠軍歌總數 | 各台冠軍歌總數    |
| -------------- | -------------- | -------------- | -------------- | ----------------- |
| 903            | RTHK           | 997            | TVB            | 備註              |
| 0              | 0              | 0              | 0              | 四台冠軍歌總數：0 |

- （*）上榜中

## 外部連結
- 黎美言在互联网电影资料库（IMDb）上的資料（英文）
- 黎美言在香港影庫上的簡介
- 黎美言的Facebook專頁
- 黎美言的Instagram帳戶
- 黎美言的新浪微博
- 黎美言拳擊舞蹈學校的Facebook專頁
- 黎美言拳擊舞蹈學校的Instagram帳戶
- YouTube上的黎美言頻道
- YouTube上的黎美言Danse De Boxe Sport頻道